# Bigonville
Bigonville (en luxemburguès: Bungere; en alemany: Bondorf) és una vila de la comuna de Rambrouch, situada al districte de Diekirch del cantó de Redange. Està a uns 36 km de distància de la ciutat de Luxemburg.

## Història
Bigonville era un municipi fins l'1 de gener de 1979, quan es va fusionar amb les comunes d'Arsdorf, Folschette i Perlé per formar la nova comunitat de Rambrouch. Es va adoptar la llei sobre la creació de Rambrouch el 27 de juliol de 1978.